# Château de Mains
Le château de Mains (également connu sous le nom de château de Claverhouse ou de château de Fintry) est un château du XVIe siècle situé à Dundee, en Écosse. Le château se compose de plusieurs bâtiments entourant une cour, bien que plusieurs des bâtiments occidentaux d'origine n'existent plus. Les bâtiments nord et est sont l'endroit où aurait vécu la famille, les domestiques occupant les quartiers sud. Le château possède également une grande maison-tour carrée de six étages avec des pierres angulaires taillées, typique de la construction du XVIe siècle,. Il s'agit d'un bâtiment classé de catégorie A.
Le château est situé dans le parc Caird de Dundee, au nord de la ville, surplombant la vallée de Dichty et à côté d'un petit ruisseau connu sous le nom de Gelly Burn. De l'autre côté du brûlage se trouvent le mausolée de la famille Graham et le cimetière de Main, qui était autrefois l'emplacement de l'église du quartier,.
Le château et son parc ont fait l'objet d'un poème du poète de Dundee William McGonagall dans son œuvre The Castle of Mains.

## Histoire
On pense que le château a été construit en 1562 par David Graham, neveu du cardinal Beaton. Une clé de voûte de l'entrée ouest porte cette date ainsi que les initiales DG et DMO de David Graham et Dame Margaret Ogilvy. Une poutre horizontale dans l'une des portes orientales de la cour porte la date de 1582, indiquant une date d'achèvement possible. Le château est le siège des Graham de Fintry et le reste jusqu'au XIXe siècle lorsque Robert Graham de Fintry vend les terres à David Erskine, à la condition que sa famille puisse conserver le titre territorial de Graham de Fintry et que le domaine revienne à l'ancien nom de Lumlathen ou Linlathen. Le domaine est ensuite vendu par Shipley Gordon Stuart Erskine à James Key Caird, qui fait don du château et de ses terres au conseil municipal comme site pour un parc public en 1913. Le parc est ensuite ouvert en 1923 par la demi-sœur de Caird, Mme Marryat. Le château est rénové dans les années 1980 grâce à un programme gouvernemental en faveur des chômeurs, car de nombreux bâtiments étaient devenus sans toit.
Un château antérieur était détenu par les comtes d'Angus des Douglas du XIVe siècle jusqu'en 1530, date à laquelle il passa aux Graham.